# Tron: Ares
Tron: Ares è un film del 2025 diretto da Joachim Rønning. 
Terzo capitolo del franchise cinematografico di Tron, è il sequel del film Tron: Legacy (2010).

## Trama
Un programma altamente sofisticato, Ares, viene inviato dal mondo digitale al mondo reale in una pericolosa missione, segnando il primo incontro dell'umanità con esseri dotati di intelligenza artificiale.

## Produzione
Nell'ottobre del 2010, poco prima dell'uscita di Tron: Legacy viene annunciato lo sviluppo di un terzo film della saga di Tron, diretto anch'esso da Joseph Kosinski e con una sceneggiatura scritta assieme a Adam Horowitz ed Edward Ktisis. Nel gennaio 2011 viene annunciata la realizzazione di un cortometraggio quale teaser trailer per il terzo film e che sarebbe stato distribuito esclusivamente direct-to-video in allegato alle edizioni in home video di Tron: Legacy. In aprile Kosinski dichiara che la sceneggiatura è in fase di scrittura, confermando che il film riprenderà da dove Tron: Legacy finiva. Afferma inoltre che la relazione tra Sam e Quorra sarebbe stato "il prossimo passo" e che la trama avrebbe seguito le loro avventure nel mondo reale. Una volta completata la prima bozza della sceneggiatura, viene scelto il titolo provvisorio di TR3N. Nel giugno 2011 David DiGilio viene assunto per contribuire alla sceneggiatura, poiché Horowitz e Kitsis non sono più disponibili per riscriverla, a causa dei loro impegni con la serie televisiva C'era una volta. Nel marzo del 2012 Bruce Boxleitner dichiara che le riprese sarebbero dovute iniziare nel 2014, dopo che Kosinski avesse completato il suo lavoro sul film Oblivion. Nel giugno 2012 Horowitz e Kitsis confermano che starebbero stati nuovamente coinvolti nel terzo film, ribadendo che Quorra sarebbe stato uno dei personaggi principali della trama.
Nel dicembre 2012, Jesse Wigutow viene assunto per riscrivere la sceneggiatura, mentre Bruce Boxleitner e Garrett Hedlund vengono confermati nei rispettivi ruoli interpretati nei film precedenti. Il 13 settembre Kisinski conferma che il copione è in lavorazione e che, pur non sapendo quando la produzione del sequel di Tron: Legacy avrà inizio, sta dando indicazioni sulla direzione che dovrà prendere il nuovo film. Nel gennaio 2014 Boxleitner dichiara che sebbene non conosca ancora l'intera storia del terzo film, questo si aggancerà alla battuta finale che Sam fa ad Alan alla fine di Legacy: "Stiamo andando a riprenderci la compagnia". L'attore spiega inoltre che: "non è la fine del film. Questo è l'inizio del prossimo. Un presagio..." confermando che Cillian Murphy riprenderà il suo ruolo e affermando che "Eddie Dillinger Jr. sarà cattivo come suo padre". Nel marzo 2015 il film entra nella fase della pre-produzione, mentre Hedlun e la Wilde confermano di riprendere i propri ruoli di Legacy. L'inizio delle riprese viene fissato per l'ottobre di quell'anno a Vancouver, in Canada. La Disney, comunque, decide di ritardare il progetto a tempo indeterminato nel maggio 2015. Boxleitner ha espresso il suo disappunto per la decisione dello studio, per i lunghi tempi del progetto e che ha perso interesse nel prendere parte al film, affermando: "Non voglio più ripetere la mia carriera". Hunland ha affermato che la delusione al botteghino di Tomorrowland hanno influenzato la compagnia a ritardare le riprese.
Il progetto è comunque proseguito da agosto 2016 a marzo 2017, quando è stato annunciato che Jared Leto avrebbe firmato per un ruolo di co-protagonista, per interpretare un nuovo personaggio di nome Ares. Il film è stato provvisoriamente intitolato Tron: Destiny. Nel marzo 2019 il coproduttore Justin Springer ha confermato che lo sviluppo del progetto è in corso, affermando: "...si tratta solo di trovare il momento giusto, la sceneggiatura giusta e le persone giuste in studio...".
Nel giugno 2020 il presidente degli Walt Disney Studios per la musica e le colonne sonore, Mitchel Leib, ha dichiarato che mentre lo studio spera che Kosinski torni al franchise, lo studio è attualmente alla ricerca di un regista. Ha anche confermato che l'intenzione è che i Daft Punk compongano la colonna sonora anche di questo film. Non è tuttavia noto se il duo potrà tornare a lavorare alla colonna sonora del film, dal momento che si sono ufficialmente sciolti il 22 febbraio 2021. Nel luglio dello stesso anno The DisInsider ha fatto sapere che il progetto è confermato e che Jared Leto e il cast di Tron: Legacy saranno co-protagonisti del film, mentre informa che la compagnia è alla ricerca di nuovi registi. Nell'agosto del 2020 viene annunciato che Garth Davis sarà il regista del film, che avrà una sceneggiatura scritta da Jesse Wigutow. Oltre al ruolo di Leto come uno dei personaggi principali, viene confermato che il film sarà co-prodotto da Justin Springer ed Emma Ludbrook. Leto si è detto eccitato per la sua partecipazione alla produzione, affermando che il film originale e il videogioco originale, con cui ha giocato da bambino, sono stati influenti nella sua carriera.
Il 19 gennaio 2023 viene confermato che Disney ha ufficialmente messo in cantiere Tron: Ares con Joachim Rønning in trattative alla regia. La sceneggiatura è scritta da Jesse Wigutow. Nel cast sono al momento confermati: Jared Leto, Evan Peters, Jodie Turner-Smith, Greta Lee, Cameron Monaghan e Gillian Anderson. Il 6 aprile 2024 Disney annuncia come data di uscita del film il 10 ottobre 2025. Il 29 aprile 2024 Jeff Bridges conferma che riprenderà il ruolo di Kevin Flynn nel film. 
Il 9 agosto 2024 al D23 viene annunciato che il gruppo musicale Nine Inch Nails comporrà la colonna sonora del film.

### Riprese
Le riprese dovevano iniziare ad agosto 2023 ma, a causa dello sciopero degli attori, sono iniziate a gennaio 2024 e si sono concluse nel maggio seguente.

## Distribuzione
Il 5 aprile 2025, la Walt Disney Pictures ha annunciato che Tron: Ares verrà distribuito il 9 ottobre 2025 in Italia e il giorno successivo negli Stati Uniti.